# برج ساعة أتكينسون
برج ساعة أتكينسون (باللغة الملايو: Menara Jam Atkinson) هو أقدم مبنى قائم في كوتا كينابالو، كان يُعرف في الأصل باسم برج الساعة التذكاري أتكينسون ويقع منفردًا على المنحدر على طول طريق سيجنال هيل، المطل على هذه المدينة الساحلية وعاصمة صباح بماليزيا.

## تاريخه
تم بناء برج الساعة تخليداً لذكرى فرانسيس جورج أتكينسون، أول ضابط منطقة في جيسلتون الذي توفي بسبب الملاريا أو "حمى بورنيو" عن عمر يناهز 28 عامًا في ديسمبر 1902. قدمت والدته السيدة ماري إديث أتكينسون ساعة ذات وجهين إلى مدينة جيسلتون تكريماً لذكرى ابنها وتقرر لاحقاً بناء برج الساعة تكريماً له، بدأ البناء في 20 أبريل 1905، وتم أيضًا تسمية الطريق باسمه - طريق أتكينسون، الذي أعيدت تسميته الآن باسم جالان إستانا الذي يربط طريق تواران فوق التلال ووسط مدينة كوتا كينابالو.
تم بناء برج الساعة في الأصل باستخدام خشب ميراباو، تم تمويل بنائه من قبل أصدقاء أتكينسون، وعلى الأرجح تم بناؤه بأموال إضافية تم توجيهها من صانع السفن للسفن البحرية الزائرة (النجارة الداخلية لبرج الساعة تحمل جميع السمات المميزة لنجار السفينة) بينما كانت الساعة لا تزال قيد الإنشاء، بدأت العمل في 19 أبريل 1905، وكان من الممكن سماع دقاتها في جميع أنحاء المدينة. تم الإنتهاء من البناء أخيرًا في عام 1905، وقد صنع الساعة ويليام بوتس وأولاده في ليدز، إنجلترا. تأسست الشركة في عام 1883 وأصبحت جزءًا من مجموعة سميث أوف ديربي في عام 1933، ويقع مكتبه بالمملكة المتحدة الآن في 112 طريق ألفريتون، ديربي.
يبلغ ارتفاع برج الساعة 50 قدمًا عند قاعدته من نقطة المراقبة على التل المواجه لبلدة جيسلتون، أضافت ريشة الطقس التي تحمل الأحرف الأولى من اتجاه الريح بضع بوصات أخرى إلى ارتفاع هذا النصب التذكاري الأنيق، استخدمت السفن التي تصل إلى الميناء عند الرصيف برج ساعة أتكينسون كمعلم ملاحي خاص بها، حيث يمكن رؤيته من البحر، تمت إضاءة برج الساعة ليلاً وكان يستخدم كمعلم للشحن حتى الخمسينيات من القرن الماضي.